# Scaled Composites
Scaled Composites är en flygplanstillverkare baserad vid Mojave Air and Space Port i Kern County i Kalifornien. Företaget grundades 1982 av Burt Rutan. Sedan 2007 ägs företaget av försvarskoncernen Northrop Grumman.

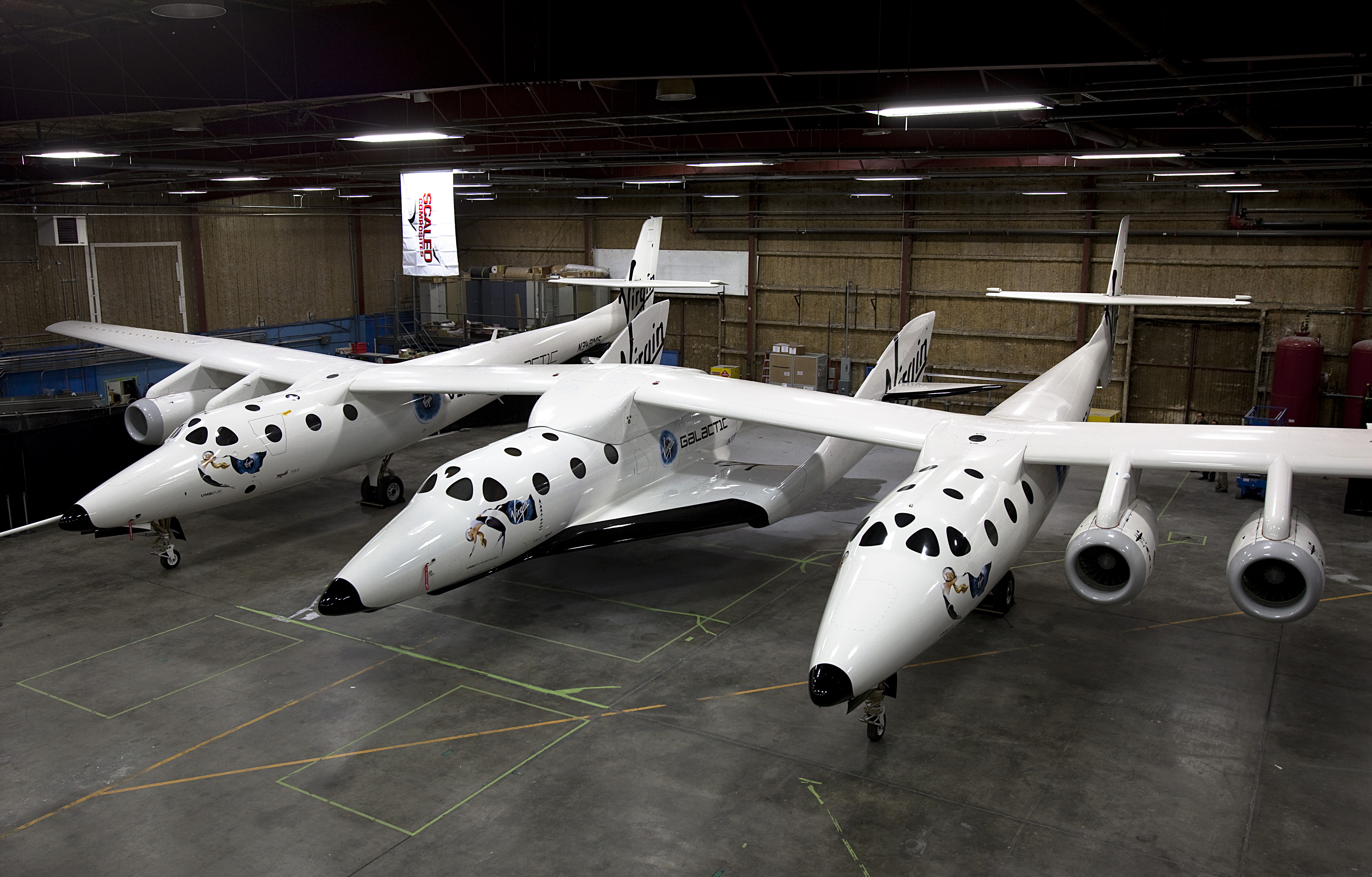
SpaceShipTwo utgör här centralkroppen av luftfarkosten på bilden, vilande under sitt moderskepp White Knight 2.

Företaget har bland annat konstruerat Beechcraft Starship och GlobalFlyer som Steve Fossett flög non-stop runt jorden.
År 2004 utförde deras SpaceShipOne tillsammans med White Knight som första privatfinansierade farkost två rymdresor på två veckor och tog därmed hem det berömda "Ansari X Prize".
Företaget medverkar också i projektet Virgin Galactic som satsar på att kunna erbjuda privatpersoner rymdresor inom en nära framtid, med hjälp av White Knight 2 och SpaceShipTwo.

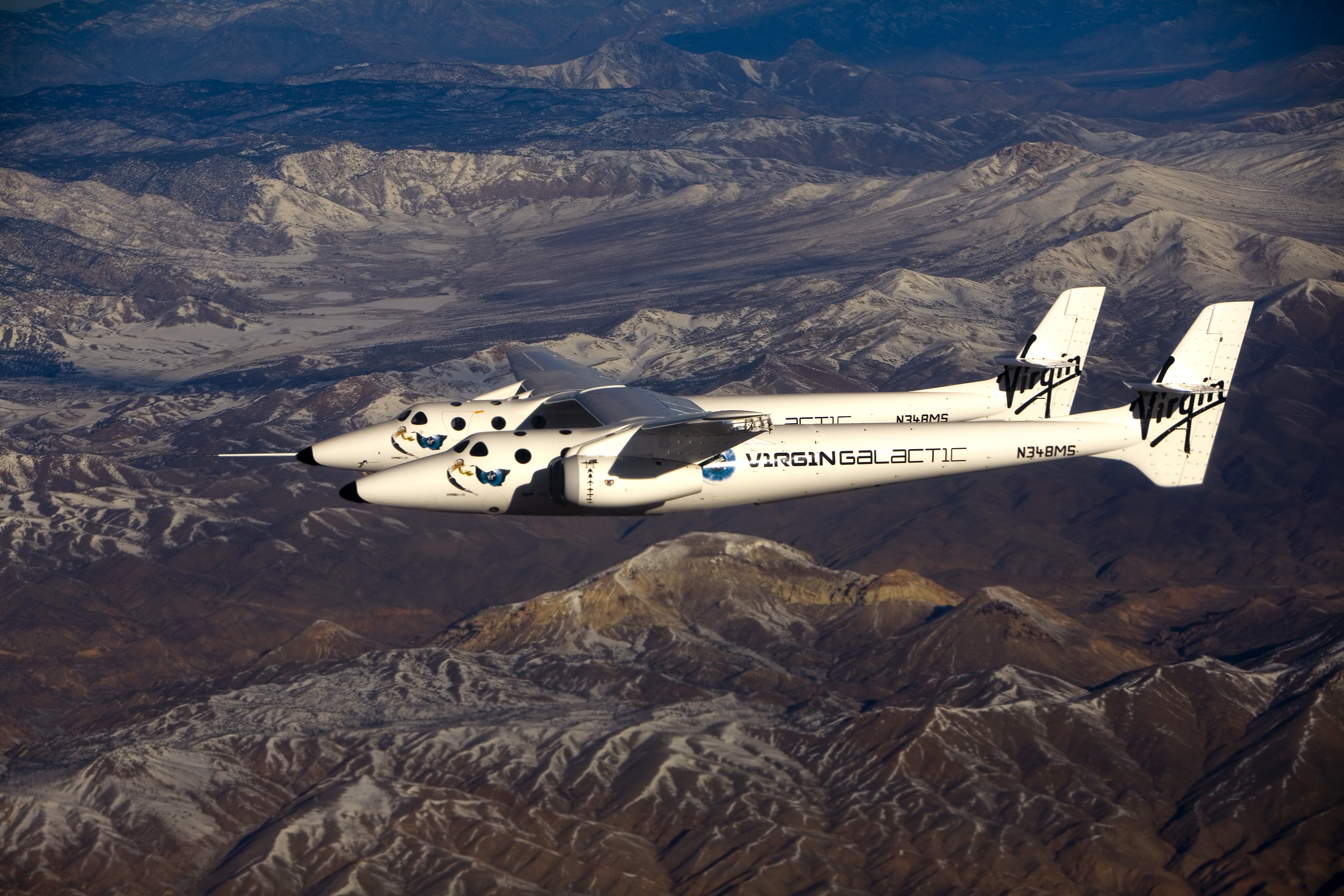
VMS Eve under den första provflygningen den 21 december 2008.

## Farkoster från företaget
- Rutan Model 76 Voyager
- Beechcraft Starship
- Virgin Atlantic GlobalFlyer
- White Knight
- SpaceShipOne
- White Knight 2
- SpaceShipTwo